# Jessica Henwick
Jessica Yu Li Henwick (Surrey, 30 agosto 1992) è un'attrice britannica.

## Biografia
Jessica Henwick ha esordito nel 2010 come attrice televisiva nella serie BBC Spirit Warriors, nel ruolo della protagonista Bo. Dal 2015 al 2017 interpreta Nymeria Sand nella serie HBO Il Trono di Spade (Game of Thrones). Nel 2016 viene scelta come interprete di Colleen Wing nella serie televisiva Iron Fist, prodotta da Marvel Television e distribuita da Netflix nel 2017 come parte integrante del Marvel Cinematic Universe. Nel 2021 interpreta "Bugs" nel quarto capitolo di Matrix, Matrix Resurrections., mentre l'anno successivo recita in Glass Onion: Knives Out.

## Filmografia

### Attrice

#### Cinema
- St.Trinian's 2 - La leggenda del tesoro segreto (St Trinian's 2 - The Legend of Fritton's Gold), regia di Oliver Parker e Barnaby Thompson (2009)
- Dr Liebenstein, regia di Erik Karl (2014)
- Dragonfly, regia di Andrew Tiernan (2015)
- Star Wars - Il risveglio della Forza (Star Wars: The Force Awakens), regia di J. J. Abrams (2015)
- The Head Hunter, regia di Tom Keeling (2016)
- Newness, regia di Drake Doremus (2017)
- Underwater, regia di William Eubank (2020)
- On the Rocks, regia di Sofia Coppola (2020)
- Love and Monsters, regia di Michael Matthews (2020)
- Matrix Resurrections (The Matrix Resurrections), regia di Lana Wachowski (2021)
- The Gray Man, regia di Anthony e Joe Russo (2022)
- Glass Onion: Knives Out (Glass Onion: A Knives Out Mystery), regia di Rian Johnson (2022)
- Cuckoo, regia di Tilman Singer (2024)

#### Televisione
- Spirit Warriors – serie TV, 10 episodi (2010)
- North by Northamptonshire – serie TV, 5 episodi (2011-2012)
- The Thick of It – serie TV, 1 episodio (2012)
- Monday to Friday – film TV (2013)
- Obsession: Dark Desires – serie TV, 1 episodio (2014)
- Silk – serie TV, 5 episodi (2014)
- Lewis – serie TV, 2 episodi (2014)
- Fortitude – serie TV, 1 episodio (2016)
- Il Trono di Spade (Game of Thrones) – serie TV, 8 episodi (2015-2017)
- Iron Fist (Marvel's Iron Fist) – serie TV, 23 episodi (2017-2018), nel ruolo di Colleen Wing
- The Defenders – miniserie TV (2017), riprende il ruolo di Colleen Wing
- Luke Cage (Marvel's Luke Cage) – serie TV, 1 episodio (2018), riprende il ruolo di Colleen Wing

### Doppiatrice
- Blood of Zeus – serie animata, 8 episodi (2020-in corso)
- Blade Runner: Black Lotus – serie animata (2021-2022)
- Twilight of the Gods - serie animata (2024)

## Doppiatrici italiane
Nelle versioni in italiano delle opere in cui ha recitato, Jessica Henwick è stata doppiata da:
- Erica Necci in Iron Fist, The Defenders, Luke Cage, Underwater
- Martina Felli in Matrix Resurrections, The Gray Man, Glass Onion: Knives Out, Il Royal Hotel
- Gaia Bolognesi in Il Trono di Spade
- Ilaria Egitto in Star Wars: Il risveglio della Forza
- Deborah Morese in Newness
- Lucrezia Marricchi in Love and Monsters